# Ascochyta
Ascochyta Goid. (Ascochyta subgen. Ascochyta Lib.) – podrodzaj grzybów z rodziny Didymellaceae. Według Index Fungorum takson ten jest obecnie synonimem rodzaju Didymella. Grzyby mikroskopijne, głównie saprotrofy i pasożyty roślin, powodujące plamistość liści, ale także zgorzele szyjki korzeniowej i podstawy łodyg. Wywołują choroby zwane askochytozami.

## Systematyka i nazewnictwo
Pozycja w klasyfikacji według Index Fungorum: Didymellaceae, Pleosporales, Pleosporomycetidae, Dothideomycetes, Pezizomycotina, Ascomycota, Fungi.
Liczne gatunki opisano głównie na podstawie gatunku żywiciela. Liczne z nich, dawniej zaliczane do rodzaju Ascochyta Lib. 1830 zostały przeniesione do rodzaju Didymella. Do rodzaju tego należą teleomorfy. Badania metodami biologii molekularnej wykazały duże pokrewieństwo gatunków Ascochyta i Phoma, konieczne jest dalsze badanie tych gatunków celem rewizji ich taksonomii.

## Morfologia
Komórki konidiotwórcze elipsoidalne, wrzecionowate, prawie kuliste lub beczułkowate, czasami także wydłużone i zwężające się ku wierzchołkowi. Podczas konidiogenezy nie zmieniają długości. Zarodniki konidialne powstają enteroblastycznie na ich wierzchołkach. Są hialinowe, czasami bladosłomkowożółte, o kształcie od niemal cylindrycznego do wrzecionowatego lub elipsoidalnego. Mają jedną przegrodę z wcięciem lub bez, ale zdarzają się konidia trzykomórkowe. U niektórych gatunków grzybnia tworzy jasnobrunatne i przeważnie jednokomórkowe chlamydospory.
Pyknidia zanurzone w tkankach żywiciela, cienkościenne, o barwie od bladożółtej przez miodowożółtą i jasnobrunatną do ciemnobrunatnej. Przeważnie kuliste, czasami soczewkowate lub spłaszczone w górnej części. Powstają w rozproszeniu, przeważnie równomiernie, czasami tworząc koncentryczne kręgi.

## Gatunki występujące w Polsce
- Ascochyta agropyri-repentis Punith. 1979
- Ascochyta amaranthi Allesch. 1900
- Ascochyta antarctica Henn. 1906
- Ascochyta aquilegiae (Roum. & Pat.) Sacc. 1884
- Ascochyta asclepiadearum Traverso 1903
- Ascochyta asteris (Bres.) Gloyer 1924
- Ascochyta atriplicis Died. 1904
- Ascochyta avenae (Petr.) R. Sprague & Aar.G. Johnson 1948
- Ascochyta betonicae Siemaszko 1919
- Ascochyta bieniaszii Rouppert 1912
- Ascochyta bohemica Kabát & Bubák 1905
- Ascochyta boltshauseri Sacc. 1891
- Ascochyta bondarceviana Melnik 1975[3]
- Ascochyta boraginis I.E. Brezhnev 1939
- Ascochyta brachypodii (Syd. & P. Syd.) R. Sprague & Aar.G. Johnson 1950
- Ascochyta calami (Bres.) Punith. 1988
- Ascochyta capsici Bond.-Mont. 1923
- Ascochyta caraganae (Vestergr.) Melnik 1975
- Ascochyta caricicola Melnik 1975
- Ascochyta carpinea Sacc. 1878
- Ascochyta caulicola Laubert 1903
- Ascochyta celosiae (Thüm.) Petr. 1927
- Ascochyta cheiranthi Bres. 1900
- Ascochyta chenopodii Rostr. 1905
- Ascochyta chenopodiicola Pisareva 1968
- Ascochyta circaeae Bubák & Picb. 1937
- Ascochyta cirsii Died. 1912
- Ascochyta cucumbers Fautrey & Roum. 1891
- Ascochyta cytisi Lib. 1832
- Ascochyta daturae Sacc. 1878
- Ascochyta daturicola Bres. 1926
- Ascochyta deformis (P. Karst.) P.K. Buchanan 1987
- Ascochyta dentariae I.E. Brezhnev 1951
- Ascochyta deutziae Bres. 1900
- Ascochyta digraphidis Polozova 1969
- Ascochyta dipsaci Bubák 1909
- Ascochyta doronici Allesch. 1897
- Ascochyta elephas Bubák & Kabát 1904
- Ascochyta equiseti (Desm.) Grove 1918[3]
- Ascochyta farfarae Siemaszko 1919
- Ascochyta foliicola (Gonz. Frag.) Melnik 1975
- Ascochyta fructigena Dominik 1936
- Ascochyta geraniicola Siemaszko 1923
- Ascochyta graminicola Sacc. 1878
- Ascochyta grandimaculans Kabát & Bubák 1907
- Ascochyta hepaticae Died. 1912
- Ascochyta hesperidis Died. 1912
- Ascochyta hordeicola Punith. 1979
- Ascochyta humuliphila Melnik 197
- Ascochyta hydrangeae M.A. Arnaud & G. Arnaud 1924
- Ascochyta impatientis Bres. 1900
- Ascochyta infuscans Ellis & Everh. 1889
- Ascochyta juglandis Boltsh. 1898
- Ascochyta kabatiana Trotter 1931
- Ascochyta kleinii Bubák 1907
- Ascochyta lamiorum Sacc. 1878
- Ascochyta lathyri Trail 1887
- Ascochyta leptospora (Trail) Hara 1918
- Ascochyta levistici (Lebedeva) Melnik 1975
- Ascochyta libanotidis Lebedeva 1922
- Ascochyta lini Rostr. 1901
- Ascochyta majalis C. Massal. 1900
- Ascochyta malvicola Sacc. 1878
- Ascochyta menyanthicola Melnik 1975
- Ascochyta microspora Trail 1887
- Ascochyta mori Maire 1913
- Ascochyta nepetae Davis 1919
- Ascochyta orobi Sacc. 1878
- Ascochyta pachyphragmae Lobik 1928
- Ascochyta paucisporula R. Sprague 1962
- Ascochyta pellucida Bubák 1906
- Ascochyta philadelphi Sacc. & Speg. 1878
- Ascochyta pinodella L.K. Jones 1927
- Ascochyta plantaginicola Melnik 1970
- Ascochyta polemonii Cavara 1899
- Ascochyta populorum (Sacc. & Roum.) Voglino 1912
- Ascochyta pteridis Bres. 1894
- Ascochyta pyricola Sacc. 1875
- Ascochyta pyrina Peglion 1894
- Ascochyta quadriguttulata Kabát & Bubák 1910
- Ascochyta ribesia Sacc. & Fautrey 1900
- Ascochyta scabiosae Rabenh. 1854
- Ascochyta sesleriae C. Massal. 1914
- Ascochyta skagwayensis (R. Sprague) Punith. 1979
- Ascochyta solanicola Oudem. 1901
- Ascochyta sonchi (Sacc.) Grove 1922
- Ascochyta sorbina Lobik 1928
- Ascochyta sorghi Sacc. 1875
- Ascochyta spiraeae Kabát & Bubák 1908
- Ascochyta statices Nagorny 1913
- Ascochyta stellariae Fautrey 1896
- Ascochyta stipae Died. 1912
- Ascochyta syringae (Westend.) Bres. 1894
- Ascochyta tenerrima Sacc. & Roum. 1882
- Ascochyta teretiuscula Sacc. & Roum. 1882
- Ascochyta translucens Kabát & Bubák 1905
- Ascochyta trifolii Siemaszko 1914
- Ascochyta trifolii-alpestris Dominik 1934
- Ascochyta tussilaginis Oudem. 1898
- Ascochyta urticae A.L. Sm. & Ramsb. 1915
- Ascochyta valerianae A.L. Sm. & Ramsb. 1913
- Ascochyta velata Kabát & Bubák 1907
- Ascochyta viciae-pannonicae Ondřej 1970
- Ascochyta viciae-villosae Ondřej 1968
- Ascochyta violae Sacc. & Speg. 1878
- Ascochyta vodakii Bubák 1907
- Ascochyta weigelae Sacc. & Speg. 1878[4]

Nazwy naukowe na podstawie Index Fungorum. Uwzględniono tylko taksony zweryfikowane, Wykaz gatunków występujących w Polsce według Mułenki i in..